# Freies Katalanisches Territorium

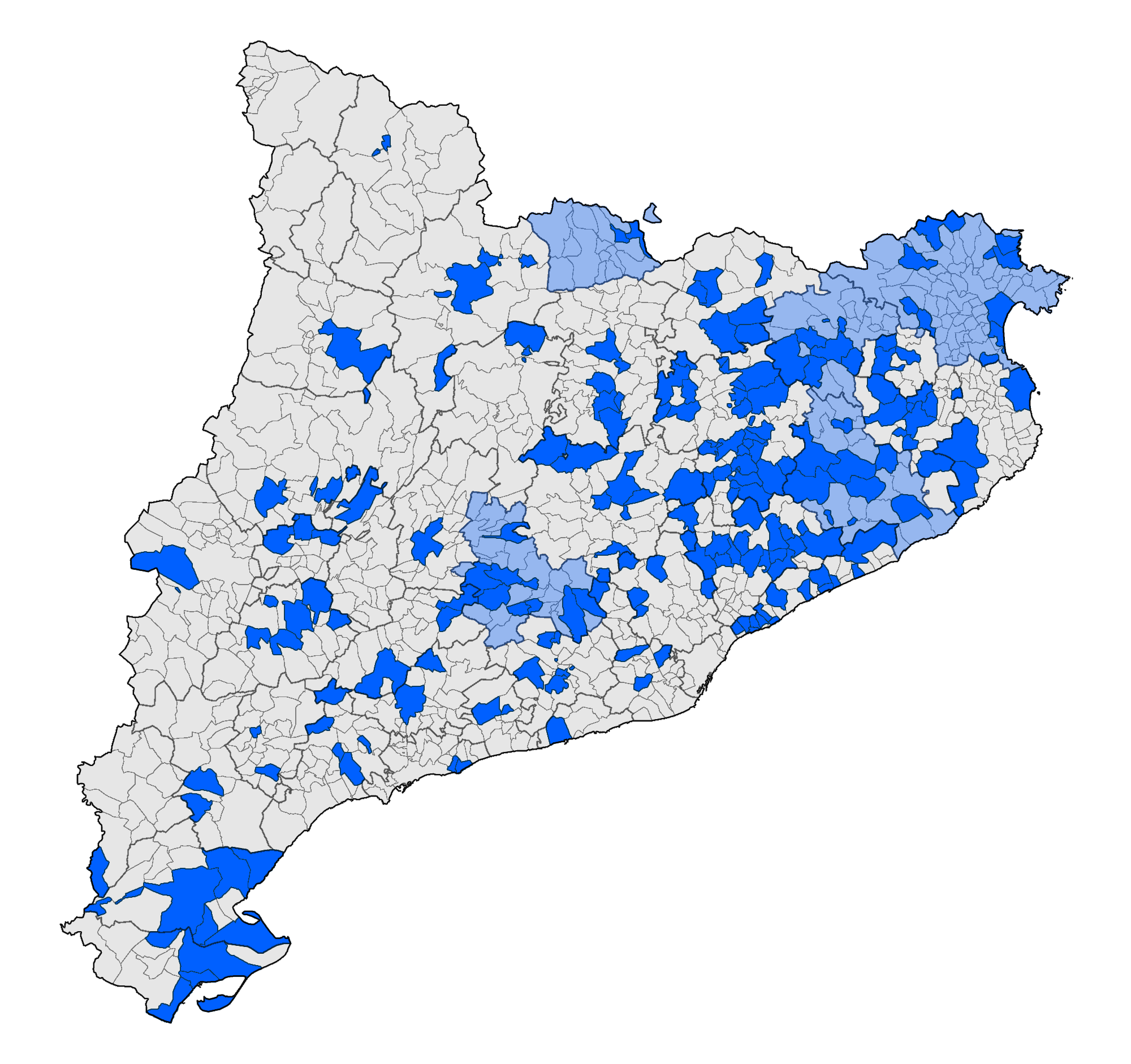
Gemeinden (blau) und Comarcas (hellblau), die sich zum „freien katalanischen Territorium“ erklärt haben (Stand Oktober 2012)

Die Estelada, Flagge der Anhänger der Unabhängigkeit Kataloniens

Als Freies Katalanisches Territorium (auf Katalanisch Territori Català Lliure) bezeichnen sich jene Gemeinden und Regionen Kataloniens, die die spanische Gesetzgebung als "provisorisch" betrachten, bis eine katalanische Regierung und das katalanische Parlament nach erreichter Unabhängigkeit vom spanischen Staat eine eigene Gesetzgebung einrichten werden.
Die Bezeichnung „Freies Katalanisches Territorium“ wurde von den Stadträten der Kleinstadt Sant Pere de Torelló gewählt, womit diese Gemeinde am 3. September 2012 die erste war, die sich selbst diesen Status gab. Zumindest in einigen Gemeinden gingen die Erklärungen mit steuerrechtlichen oder administrativen Änderungen einher.
Die Erklärungen hatten nur symbolische Bedeutung und keine Gesetzeskraft.
Dieser Bewegung hatten sich zwischen September 2012 bis Mitte 2013 ca. 190 Gemeinden angeschlossen; sie war im Zusammenhang mit den Unabhängigkeitsbestrebungen in Katalonien zu sehen, die seit der Ablehnung des Autonomiestatuts durch das spanische Verfassungsgericht im Jahr 2010 starken Auftrieb erhalten hatten und auch im Zentrum des Wahlkampfs zum regionalen Parlament im Jahre 2012 standen.
Einige dieser Erklärungen wurden auf dem Rechtsweg annulliert.